# 이바르 제너
이바르 제너(인도네시아어: Ivar Jenner, 네덜란드어: Ivar Jenner 이바르 예너[*], 2004년 1월 10일 ~ )는 에레디비시의 FC 위트레흐트에서 미드필더로 뛰고 있는 네덜란드 태생 인도네시아의 축구 선수로 인도네시아 국가대표팀의 일원으로도 활동하고 있다.

## 구단 경력
이바르는 2016년 위트레흐트로 이적하기 전까지 에이셀스테인에 기반을 둔 아카데미 팀 IJFC와 아약스에서 뛰었다. 그는 2021년 5월에 첫 프로 계약을 체결했다.
이바르는 2023년 8월에 위트레흐트와 새로운 3년 계약을 체결했다.

## 국가대표팀 경력
제너는 네덜란드 U-15 국가대표팀으로 활약했다.
그는 또한 인도네시아 국가대표팀으로 출전할 자격이 있으며, 2022년 10월에는 네덜란드계 인도네시아인 축구 선수 저스틴 허브너와 함께 인도네시아로 건너가 2023년 AFC 아시안컵과 2023년 FIFA U-20 월드컵에서 인도네시아 U-20 축구 국가대표팀을 대표하기 위해 귀화했다.
제너는 아직 네덜란드 여권을 가지고 있지만, 2022년 11월 17일, 그는 스페인에서 열린 프랑스 U-20와의 친선 경기에서 0-6으로 패하며 인도네시아 U-20 국가대표팀으로 뛰었다. 그는 또한 이틀 후 슬로바키아 U-20과 경기에서 1-2로 졌다.
2023년 5월 27일, 제너는 팔레스타인과 아르헨티나와의 친선 경기를 위해 시니어 팀에 소집되었다. 이바르는 2023년 6월 14일 팔레스타인과의 경기에서 0-0 무승부를 기록하며 데뷔 전을 치렀다. 2023년 6월 19일, 이바르는 0-2로 패한 아르헨티나와의 경기에서 시니어 팀에서 첫 선발 출전을 했다.
8월 29일, 제너는 2024년 AFC U-23 아시안컵 예선을 위해 23세 이하 대표팀에 소집되었다. 그는 중화 타이베이를 상대로 23세 이하 대표팀 데뷔 전을 치렀고, 9-0 승리를 거뒀다. 그는 며칠 후 투르크메니스탄을 상대로 첫 국제 골을 넣었다.
제너는 2023년 AFC 아시안컵 최종 명단에 이름을 올렸다. 그는 모든 경기에 출전했고 국가대표팀이 사상 최초의 결선 토너먼트에 오르는 것을 도왔다.

## 사생활
위트레흐트에서 태어난 이바르는 인도네시아 혈통의 축구선수이다. 이바르의 인도네시아 혈통은 자와섬에서 태어난 아버지의 어머니인 그의 할머니로부터 왔다.
인터뷰에서 그는 "아버지의 어머니 또는 할머니는 자와섬에서 태어났습니다. 그래서 아버지는 인도네시아인의 반이고 저는 인도네시아인의 4분의 1입니다. 어머니의 부모님은 네덜란드 출신입니다. 그래서 제 네덜란드 쪽은 어머니로부터 왔습니다."라고 말했다.
2023년 5월 22일, 이바르는 공식적으로 인도네시아 시민권을 취득했다.